# Sihochac
Sihochac es una localidad del municipio de Champotón, en Campeche, México. En 2010, Sihochac tenía una población de 2.731 habitantes, y en 2020 Sihochac tenía una población de 2.756 habitantes. Sihochac tiene la Escuela Secundaria General #11. Además, la Carretera Federal Mexicana 188 pasa por Sihochac.
La Localidad tiene el título de Junta Municipal y abarca las localidades de: Sihochac, San José Carpizo Uno, San José Carpizo Dos y Arellano.

## Historia

### Conquista española de Chakán Putum
Sihochac era un pueblo de la provincia maya yucateca de Chanputún. En 1540, Francisco de Montejo el Joven inició la invasión de Chanputún desde la recién establecida base militar española en la costa de San Pedro de Champotón. Mientras los soldados de Montejo avanzaban desde San Pedro de Champotón por el camino maya, los españoles fueron bloqueados por soldados mayas cerca de la entrada de Sihochac. Los mayas construyeron barricadas de piedra y madera en el camino de entrada, mientras una densa selva flanqueaba ambos lados del camino, obligando a las fuerzas de Montejo a intentar tomar Sihochac para avanzar. Así, el 7 de julio de 1540, los españoles y sus fuerzas auxiliares aliadas del centro de México asaltaron las barricadas, ganaron la batalla y tomaron Sihochac. Un español y varias docenas de auxiliares murieron en la batalla, mientras que alrededor de una docena de españoles resultaron heridos.
El primer contacto con los españoles, así como la conquista de Montejo, fueron catastróficos para los mayas de Chanputún. La población maya se desplomó: al momento del contacto, Chanputún y la vecina provincia de Acalan tenían una población de 110.000 habitantes. Sin embargo, una devastadora epidemia de viruela arrasó la zona en 1519, y la guerra junto con el establecimiento de la encomienda por parte de Francisco de Montejo también causaron muchas muertes. En 1549, una evaluación española de Chanputún mostró que solo quedaban 2.000 mayas.

## Economía
Los habitantes de Sihochac cultivan caña de azúcar, hibisco, cedro, árboles frutales y maíz. La caña de azúcar es el cultivo más importante económicamente. En 2019, en Sihochac había 1.200 productores de caña de azúcar pertenecientes a la Unión Cañera de Sihochac. Estos agricultores venden su caña de azúcar al Ingenio Azucarero La Joya, ubicado al oeste de Sihochac en el municipio de La Joya. El ingenio azucarero es propiedad del Grupo Azucarero del Trópico, el cual a su vez es parcialmente propiedad en parte del empresario Carlos Seoane Castro.